# Lautaro Geminiani
Lautaro Geminiani (Paraná, 2 marzo 1991) è un calciatore argentino, difensore svincolato.

## Caratteristiche tecniche
È un terzino destro.

## Carriera
Cresciuto nelle giovanili del Patronato, ha esordito in prima squadra l'8 dicembre 2012 in occasione del match vinto 1-0 contro l'Independiente Rivadavia.

## Statistiche

### Presenze e reti nei club
Statistiche aggiornate al 23 marzo 2018.
| Stagione        | Squadra         | Campionato      | Campionato | Campionato | Coppe nazionali | Coppe nazionali | Coppe nazionali | Coppe continentali | Coppe continentali | Coppe continentali | Altre coppe | Altre coppe | Altre coppe | Totale | Totale | Totale |
| Stagione        | Squadra         | Comp            | Pres       | Reti       | Comp            | Pres            | Reti            | Comp               | Pres               | Reti               | Comp        | Pres        | Reti        | Pres   | Reti   |        |
| --------------- | --------------- | --------------- | ---------- | ---------- | --------------- | --------------- | --------------- | ------------------ | ------------------ | ------------------ | ----------- | ----------- | ----------- | ------ | ------ | ------ |
| 2012-2013       | Patronato       | BN              | 2          | 0          | CA              | 0               | 0               |                    | -                  | -                  |             | -           | -           | 2      | 0      |        |
| 2013-2014       | Patronato       | BN              | 17         | 0          | CA              | 1               | 0               |                    | -                  | -                  |             | -           | -           | 18     | 0      |        |
| 2014            | Patronato       | BN              | 4          | 0          |                 | -               | -               |                    | -                  | -                  |             | -           | -           | 4      | 0      |        |
| 2015            | Patronato       | BN              | 43         | 0          | CA              | 1               | 0               |                    | -                  | -                  |             | -           | -           | 44     | 0      |        |
| 2016            | Patronato       | PD              | 8          | 0          | CA              | 2               | 0               |                    | -                  | -                  |             | -           | -           | 10     | 0      |        |
| 2016-2017       | Patronato       | PD              | 26         | 0          | CA              | 0               | 0               |                    | -                  | -                  |             | -           | -           | 26     | 0      |        |
| 2017-2018       | Patronato       | PD              | 3          | 0          | CA              | 0               | 0               |                    | -                  | -                  |             | -           | -           | 3      | 0      |        |
| Totale carriera | Totale carriera | Totale carriera | 103        | 0          |                 | 4               | 0               |                    | -                  | -                  |             | -           | -           | 107    | 0      |        |